# Charles-Émile Picard
Charles-Émile Picard (ur. 24 lipca 1856 w Paryżu, zm. 11 grudnia 1941 tamże) – francuski matematyk, autor prac dotyczących analizy matematycznej, geometrii algebraicznej i mechaniki.
Profesor Uniwersytetu w Tuluzie (od 1879 r.), Uniwersytetu Paryskiego i École normale supérieure (od 1881 r.). Członek Francuskiej Akademii Nauk (od 1889 r., od 1917 r. był jej sekretarzem), Royal Society (od 1909 r.) oraz Akademii Francuskiej (fotel 1, od 1924 r.)
Odznaczony Krzyżem Wielkim Legii Honorowej.
Teściem Picarda był matematyk Charles Hermite, zaś jego uczniami byli m.in. Jacques Salomon Hadamard, René-Louis Baire, Stanisław Zaremba, André Weil oraz Ernest Vessiot.

## Upamiętnienie
Od jego nazwiska wzięły nazwę następujące pojęcia matematyczne:
- grupa Picarda,
- twierdzenie Picarda,
- teoria Picarda–Lefschetza (od nazwiska Solomona Lefschetza),
- teoria Picarda–Vessiota (od nazwiska Ernesta Vessiota).

Na jego cześć nagroda naukowa przyznawana przez Instytut Francji nazwana została Medalem Émile'a Picarda.